# Haukijärvi (Gällivare socken, Lappland, 752979-165789)
Haukijärvi är en sjö i Gällivare kommun i Lappland och ingår i Kalixälvens huvudavrinningsområde. Sjön har en area på 0,185 kvadratkilometer och ligger 494,9 meter över havet.

## Delavrinningsområde
Haukijärvi ingår i det delavrinningsområde (752738-165706) som SMHI kallar för Mynnar i Laukkujärvi. Medelhöjden är 634 meter över havet och ytan är 16,11 kvadratkilometer. Räknas de 5 avrinningsområdena uppströms in blir den ackumulerade arean 73,55 kvadratkilometer. Rádekjohka som avvattnar avrinningsområdet har biflödesordning 3, vilket innebär att vattnet flödar genom totalt 3 vattendrag innan det når havet efter 359 kilometer. Avrinningsområdet består mestadels av skog (69 procent) och kalfjäll (23 procent). Avrinningsområdet har 0,18 kvadratkilometer vattenytor vilket ger det en sjöprocent på 1,1 procent.